# Jakub Krzywoszyński
Jakub Stanisław Krzywoszyński (ur. 21 lipca 1886, zm. w kwietniu 1941) – podpułkownik piechoty Wojska Polskiego.

## Życiorys
Urodził się w rodzinie Marcina i Franciszki z Murzyńskich. W 1904 zdał egzamin dojrzałości w C. K. I. Szkole Realnej we Lwowie. W czasie I wojny światowej pełnił służbę w cesarskiej i królewskiej Armii. 1 maja 1915 został mianowany porucznikiem rezerwy piechoty. Jego oddziałem macierzystym był c. i k. 55 pułk piechoty.
Z dniem 11 listopada 1918 został przyjęty do Wojska Polskiego z zatwierdzeniem posiadanego stopnia porucznika i przydzielony do Dowództwa Okręgu Generalnego Kraków. Wziął udział w obronie Lwowa podczas wojny polsko-ukraińskiej. 1 grudnia 1919 został mianowany na stopień kapitana piechoty, warunkowo aż do ukończenia prac przez Komisję Weryfikacyjną. Pełnił wówczas służbę w Dowództwie Okręgu Generalnego Lwów. 15 lipca 1920 roku został zatwierdzony z dniem 1 kwietnia 1920 w stopniu majora, w piechocie, w grupie oficerów byłej armii austriacko-węgierskiej.
1 czerwca 1921 roku nadal pełnił służbę w DOGen. „Lwów”, a jego oddziałem macierzystym był 47 pułk piechoty. 3 maja 1922 roku został zweryfikowany w stopniu majora ze starszeństwem z dniem 1 czerwca 1919 roku i 158. lokatą w korpusie oficerów piechoty, a jego oddziałem macierzystym był nadal 47 pp. 10 lipca 1922 został zatwierdzony na stanowisku dowódcy batalionu w 19 pułku piechoty we Lwowie. W następnym roku był dowódcą III batalionu. W marcu 1924 roku został przesunięty na stanowisko dowódcy batalionu sztabowego. 31 marca 1924 roku został awansowany na podpułkownika ze starszeństwem z dniem 1 lipca 1923 roku i 67. lokatą w korpusie oficerów piechoty. W styczniu 1925 roku został przydzielony do Dowództwa Okręgu Korpusu Nr VI we Lwowie na stanowisku pełniącego obowiązki szefa Oddziału Wyszkolenia, pozostając oficerem nadetatowym 19 pp. W 1926 został przeniesiony z DOK VI na stanowisko zastępcy dowódcy 19 pułku piechoty. 18 lutego 1927 został zwolniony ze stanowiska z równoczesnym przeniesieniem służbowym do PKU Kamionka Strumiłowa na okres 4 miesięcy celem odbycia praktyki poborowej. 31 marca 1927 został przeniesiony służbowo do PKU Lwów Powiat na okres 4 miesięcy. W lipcu 1927 został przeniesiony do kardy oficerów piechoty z równoczesnym przydziałem do Powiatowej Komendy Uzupełnień Rawa Ruska na stanowisko komendanta. W marcu 1928 został zwolniony z zajmowanego stanowiska i oddany do dyspozycji Ministra Spraw Wewnętrznych. Z dniem 31 sierpnia 1928 został przeniesiony do rezerwy z pozostawieniem w administracji ogólnopaństwowej.
W 1928 został mianowany radcą wojewódzkim w VI stopniu służby i objął kierownictwo Oddziałem Wojskowym i Spraw Wewnętrznych w Urzędzie Wojewódzkim we Lwowie. W 1930, jako naczelnik wydziału został mianowany na V stopień służby. W 1934 jako podpułkownik rezerwy był przydzielony do Oficerskiej Kadry Okręgowej nr V jako oficer reklamowany na 12 miesięcy i pozostawał wówczas w ewidencji Powiatowej Komendy Uzupełnień Lwów Miasto. Był działaczem lwowskiego okręgu Ligi Obrony Powietrznej i Przeciwgazowej, w 1936 wybrany delegatem na walne zgromadzenie.
Po wybuchu II wojny światowej, agresji ZSRR na Polskę z 17 września 1939 oraz nastaniu okupacji sowieckiej ziem polskich został aresztowany przez NKWD we Lwowie 9 kwietnia 1940. Był przetrzymywany we Lwowie i w Kijowie, został skazany na śmierć i stracony. Wyrok wykonano w kwietniu 1941 roku w nieznanym miejscu na Ukrainie.
Był żonaty z Olgą z domu Heyer, z którą miał czworo dzieci. Syn Tadeusz (1918–1939), zginął w czasie kampanii wrześniowej. Drugi syn Janusz (John) Krzywoszyński Clarke (ur. 1919) wyjechał na Zachód. Córka Krystyna (1915–1993) wyszła za mąż za Leona Stanisława Matwijowskiego (poległ 20 maja 1940 w bitwie o Narwik, jako kapral SBSP), z którym miała syna Krystyna (1936–2017). Ostatnim dzieckiem była córka Janina.

## Ordery i odznaczenia
- Krzyż Oficerski Orderu Odrodzenia Polski (9 listopada 1931)[28]
- Krzyż Walecznych
- Złoty Krzyż Zasługi (1938)[29]